# 法莫尔卡
法莫尔卡，是西班牙巴伦西亚自治区阿利坎特省的一个市镇。总面积10km2，总人口73人（2001年），人口密度7人/km2。